# Mr. Leo
Fonyuy Leonard Nsohburinka (Buea, Camerún; 31 de agosto de 1990) más conocido por su nombre artístico como Mr. Leo, es un cantante camerunés quien saltó a la fama después de que su sencillo E go betta fuera un éxito rotundo llegando a ser transmitido en la mayoría de las estaciones de radio y televisión del país. En 2016, recibió tres premios en la edición de Balafon Music Awards, en la categoría de Canción del año, Revelación del año y Mejor Artista Masculino.  Fue nominado para los All Africa Music Awards (AFRIMA) en la edición 2017 que se celebró en Lagos, Nigeria en la categoría de Mejor artista masculino de África Central.  Como parte de su carrera, en marzo de 2017 se convirtió en el embajador de marca de Itel Mobile en Camerún.

## Premios y nominaciones
| Año  | Premio                                        | Categoría                                                                             | Nominación | Resultado |
| ---- | --------------------------------------------- | ------------------------------------------------------------------------------------- | ---------- | --------- |
| 2017 | All Africa Music Awards (AFRIMA)              | Mejor Artista Masculino de África Central                                             | él mismo   | Nominado  |
|      | All Africa Music Awards (AFRIMA)              |                                                                                       | él mismo   |           |
| 2016 | Premios Balafon Music                         | 3 salas (Canción del año, Revelación del año y Mejor interpretación vocal masculina). | Él mismo   | Ganador   |
| 2016 |                                               |                                                                                       | Él mismo   |           |
| 2017 | Premios de entretenimiento africano (EE. UU.) | Mejor single masculino: Jamais-Jamais                                                 |            | Ganador   |